# Box (Wiltshire)
Pour les articles homonymes, voir Box.
Box est un village et une paroisse civile du Wiltshire, en Angleterre. Il est situé à environ 8 km au nord-est de la ville de Bath.
La population était de 3 525 habitants en 2011.
Le village est situé à l'extrémité ouest du Box Tunnel (en), un tunnel de 2 937 m.

## Carrières abandonnées
RAF Rudloe Manor, un site de commandement militaire fut établi en 1940 à l'est du territoire. Jusqu'en 1945, des fonctions critiques furent menées dans les souterrains d'une carrière abandonnée, Brown's Quarry, au nord du Tunnel Quarry.
Dans la même région, la carrière Spring Carry fut réquisitionnée en 1940 afin d'y créer une usine de l'ombre souterraine destinée à la production de moteurs d'avion à la suite du bombardement de Bristol Aeroplane Company à Filton. La construction dura plus longtemps que prévu et peu d'unités furent montées avant la fermeture en 1945.
Entre la fin des années 1950 et 2004, Spring Quarry servit de Quartier général de guerre du gouvernement, quartier général auto-suffisant réservé aux cas de conflits nucléaires.
Box Mine devint un site biologique d'Intérêt scientifique Spécial en 1991.

## Personnalités liées à Box
- Peter Gabriel (né en 1950), musicien, a implanté les Real World Studios à Box.
- Midge Ure (né en 1953), musicien écossais, anciennement chanteur d'Ultravox.